# Loxx
Die Loxx Miniatur Welten Berlin war zwischen 2003 und 2017 eine Modelleisenbahn-Dauerausstellung in Berlin. Mit zuletzt mehr als 800 m² war sie laut Betreiber zum damaligen Zeitpunkt die drittgrößte Modellbahnanlage der Welt. Sie befand sich im Alexa am Alexanderplatz in Berlin und hatte insgesamt über 1 Mio. Besucher. Sie schloss zum 31. August 2017 und wurde versteigert.

## Geschichte
Um den Jahreswechsel 2002/2003 kam Stefan Göddeke die Idee, eine Miniatur-Modellbahnanlage in Berlin zu bauen, nachdem er in Gelsenkirchen eine Ausstellungsanlage besucht hatte. Nach Vorarbeiten zusammen mit seinem Bruder Henrik Göddeke fanden sie in Berlin-Charlottenburg in der Meinekestraße passende Räume. Etwa 70 angestellte Mitarbeiter ermöglichten den Bau einer Anlage auf zunächst rund 600 m², die am 18. September 2004 unter dem Namen Loxx eröffnet wurde.
Von Juni bis September 2007 zog die Anlage in das Alexa-Center am Alexanderplatz um. Der Umzug umfasste neben der Anlage selbst, den Werkstätten und rund 1000 Häusern über 4000 Meter Gleis, 10.000 Autos, 45.000 Bäume und 50.000 Figuren.
Die Ausstellung wurde am 31. August 2017 geschlossen. Für die Schließung gab der Betreiber persönliche und kaufmännische Gründe an. So lief zum Beispiel der Mietvertrag im Alexa-Center im Herbst 2017 aus. Nachdem es nicht gelungen war, die Anlage auf der Auktionsplattform eBay zum Sofortkauf für 750.000 Euro zu versteigern, wurde ein Großteil der Anlage für eine „mittlere sechsstellige Summe“ an das Leeraner Miniaturland verkauft und dort wieder aufgebaut. Andere Teile der Ausstellung gingen an andere Museen und private Sammler.

## Themen der Modellbahn
Schwerpunktthema der Großanlage waren Modelle von Berliner Bauwerken. Neben Berliner Bahnhöfen und einem Ausschnitt der Berliner Stadtbahnstrecke waren dies Sehenswürdigkeiten wie der Reichstag, das Brandenburger Tor, das Regierungsviertel und der Fernsehturm im Maßstab 1:87 (Nenngröße H0). Die Anlage stellte ein nicht komplettes Modell der Innenstadt von Berlin dar. Als eines der letzten Teile der Anlage hatten die Gebrüder Göddeke den Flugbetrieb auf dem Flughafen Schönefeld mit in regelmäßigen Abständen erfolgenden simulierten Starts und Landungen in die Fantasielandschaft einbauen lassen.

## Technik
Es kamen angepasste Gleichstrom-Lokomotiven zum Einsatz. Die Züge wurden durch ein Zweileiter-Digitalsystem (Fabrikat Lenz) gesteuert. Getrennte Digitalsysteme schalteten die Weichen und Signale sowie die Einsatzrückmeldung (welcher Zug befindet sich wo auf der Anlage).
Die eingesetzten Fahrzeugmodelle entstammten der regulären Produktion von Firmen wie Fleischmann, Roco, Brawa, Gützold, Piko; hinzu kamen einige Eigenbauten. Neben „normalen“ Eisenbahnen verkehrten auf den Straßen der Anlage Straßenbahnen sowie PkW, Lkw und Autobusse, die ebenfalls digital gesteuert wurden. Ein dem Car-System von Faller ähnliches Prinzip ermöglichte ein sicheres Fahren der Modelle.
Die Anlage wechselte im 20-Minuten-Takt in den „Nachtmodus“, in dem die Leuchtdioden in den Häusern sichtbar wurden und das Licht des Ausstellungsraumes gedimmt wurde. Insgesamt 30.000 Leuchtdioden waren in Zügen, Straßenfahrzeugen, Gebäuden und Laternen installiert. Die Stromversorgung erfolgte über 170.000 Meter Kabel. 30 Rechner sowie  80 Kameras überwachten und steuerten den Verkehr.
Für den Aufbau der Anlagentische kam eine sehr ähnliche Unterkonstruktion zum Einsatz, wie im Miniatur Wunderland.